# Nazionale maschile di hockey su prato del Giappone
La nazionale di hockey su prato del Giappone è la squadra di hockey su prato rappresentativa del Giappone.

## Partecipazioni

### Mondiali
- 1971 – 9º posto
- 1973 – 10º posto
- 1975 – non partecipa
- 1978 – non partecipa
- 1982 – non partecipa
- 1986 – non partecipa
- 1990 – non partecipa
- 1994 – non partecipa
- 1998 – non partecipa
- 2002 – 12º posto
- 2006 – 9º posto
- 2010 – non partecipa
- 2014 – non partecipa
- 2018 – non partecipa

### Olimpiadi
- 1908 – non partecipa
- 1920 – non partecipa
- 1928 - non partecipa
- 1932 - 2º posto
- 1936 - 7º posto
- 1948 - non partecipa
- 1952 - non partecipa
- 1956 - non partecipa
- 1960 - 14º posto
- 1964 - 7º posto
- 1968 - 13º posto
- 1972 - non partecipa
- 1976 - non partecipa
- 1980 - non partecipa
- 1984 - non partecipa
- 1988 - non partecipa
- 1992 - non partecipa
- 1996 - non partecipa
- 2000 - non partecipa
- 2004 - non partecipa
- 2008 - non partecipa

### Champions Trophy
- 1978–2008 – non partecipa

### Hockey Asia Cup
- 1982 - non partecipa
- 1985 - 4º posto
- 1989 - 4º posto
- 1994 - 9º posto
- 1999 - 5º posto
- 2003 - 4º posto
- 2007 - 4º posto